# Atom Man vs. Superman
Pour plus de détails, voir Fiche technique et Distribution.
Atom Man vs. Superman est un serial américain en 15 chapitres réalisé par Spencer Gordon Bennet, sorti en 1950.

## Synopsis
Superman cherche à arrêter Luthor, alias Atom Man, qui menace Metropolis de destruction.

## Fiche technique
- Titre original : Atom Man vs. Superman
- Titre français : Superman contre L'Homme atomique
- Réalisation : Spencer Gordon Bennet
- Scénario : George H. Plympton, Joseph F. Poland et David Mathews d'après la bande dessinée de Jerry Siegel et Joe Shuster
- Photographie : Ira H. Morgan
- Montage : Earl Turner
- Effets spéciaux : Howard Swift
- Production : Sam Katzman
- Société de production : Columbia Pictures
- Société de distribution : Columbia Pictures
- Pays d'origine :  États-Unis
- Langue originale : anglais
- Format : noir et blanc — 35 mm — 1,37:1 — son Mono
- Genre : science-fiction
- Durée : 252 minutes
- Date de sortie :
  - États-Unis : 20 juillet 1950

## Distribution
- Kirk Alyn : Superman
- Noel Neill : Lois Lane
- Lyle Talbot : Luthor
- Pierre Watkin : Perry White
- Tommy Bond (en) : Jimmy Olsen
- Edward Hearn : Professeur Stone

## Liste des épisodes
1. Superman Flies Again
2. Atom Man Appears
3. Ablaze In The Sky
4. Superman Meets Atom Man
5. Atom Man Tricks Superman
6. Atom Man's Challenge
7. At the Mercy of Atom Man
8. Into the Empty Doom
9. Superman Crashes Through
10. Atom Man's Heat Ray
11. Luthor's Strategy
12. Atom Man Strikes
13. Atom Man's Flying Saucers
14. Rocket of Vengeance
15. Superman Saves the Universe